# 万国びっくりショー
『万国びっくりショー』（ばんこくびっくりショー）は、1967年11月2日から1971年9月27日、および1976年4月10日から同年9月25日までフジテレビ系列で放送されていたフジテレビ製作のバラエティ番組である。第1期のみロート製薬の一社提供。

## 概要
1966年に同じくロート製薬の一社提供で放送されていた『びっくりショー』のリニューアル版で、毎回世界各国からの参加者たちが簡単には真似できない芸を披露していた。1970年開催の日本万国博覧会（大阪万博）にちなんで企画された番組であり、それがタイトルにある万国の由来となっている。実際に大阪府吹田市の万博会場で番組収録をしたこともある。
第1期、つまり殆どの期間においては八木治郎が司会を務めていた。第1期の頃は視聴率が常時20 - 30％台を記録したことがあったものの、月曜20:00枠に移った1971年4月以降では視聴率下降の一途だったことで、同年8月には本番組終了の一報が出た。第1期の終了後、番組は直後の時間帯に放送されていた『世界の秘密』との統合により、『世界びっくりスペシャル』と題してリニューアルした。こちらは桂小金治が司会を務めていたが、さらにその後に放送時間を変えてスタートした『世紀のびっくりショー』では八木の司会に戻った。そして『世紀のびっくりショー』の終了から3年半後、番組は押阪忍を新司会に迎えて復活した。
最高視聴率は1967年11月2日放送分の35.0%（ビデオリサーチ調べ、関東地区）。
番組は当初モノクロ放送だったが、1969年5月23日放送分からは毎回カラー放送となった。
神奈川県横浜市にある放送ライブラリーには、万博開催期間中に放送された1970年8月28日放送分の映像が保存されている。これはフジテレビのスタジオで収録された回で、「Vロート」の生コマーシャルがある。

## 放送時間
いずれも日本標準時。

### 第1期
- 木曜 19:30 - 20:00 （1967年11月2日 - 1969年3月）
- 金曜 21:00 - 21:30 （1969年4月4日 - 1971年3月26日）
- 月曜 20:00 - 20:30 （1971年4月5日 - 1971年9月27日）

### 第2期
- 土曜 12:00 - 12:30 （1976年4月10日 - 1976年9月25日）

## ネット局
特筆の無い限り全て同時ネット。
- フジテレビ
- 北海道文化放送（第2期のみ放送）：土曜 13:30 - 14:00[6]
- 富山テレビ[7]
- 石川テレビ[7]
- 長野放送 (第1期のみ)[8][9]
- 東海テレビ[10]
- 関西テレビ
- テレビ西日本
- テレビ宮崎

## 補足
1970年1月1日（木曜） 17:30 - 18:26 に放送された新春特番『お年玉万国びっくりショー』も全編ロート製薬の一社提供であった。製薬会社提供番組での30分以上に及ぶ一社提供は、製薬会社間での紳士協定に基づいて避けられるが、特番においては例外であった。